# Mike Schad
Michael Schad (Trenton, 4 ottobre 1963) è un ex giocatore di football americano canadese che ha militato nel ruolo di guardia nella National Football League (NFL) e nella Canadian Football League (CFL).

## Carriera
Al college Schad giocò a football alla Queen's University. Fu scelto dai Los Angeles Rams nel corso del primo giro (ventitreesimo assoluto) nel Draft NFL 1986. Fu anche scelto come quarto assoluto nel Draft CFL 1986 da parte degli Ottawa Rough Riders ma optò per firmare per i Rams. Vi giocò fino al 1988, dopo di che militò nei Philadelphia Eagles (1989-1993) e i Cleveland Browns (1994), prima di fare ritorno in patria e giocare per i Rough Riders per un'ultima stagione nel 1995.